# Gnome (гурт)
Gnome — рок-гурт з Антверпену, Бельгія, створений у 2016 році. Гурт легко впізнати за червоними ковпаками, які асоціюються з садовими гномами. На виступах гурту оковпачені як учасники гурту, так і глядачі.
Гурт випустив два студійних альбоми: Father of Time (2018) — описаний гуртом як «дуже експериментальний»; King (2022) — на тему війни між вигаданим королем, на ім'я Wenceslas та гномами.
Музичний стиль гурту Gnome називають «музикою на задньому дворі» або «химерним гранжем». Вони відомі химерними або безглуздими темами у своїх піснях із важкими рифами.

## Історія

### Формування
Вокаліст/гітарист Рутгер Вербіст мав довгу історію створення пісень, які він вважав «безглуздими» або «для сміху». Аж поки у вересні 2015 року він не написав пісню «Fuzz Lightyear» — це надихнуло його створити гурт, заснований на потішних текстах, але важкому звучанні. Він розмістив оголошення про пошук барабанщика і незабаром залучив Егона Лоосвельдта, спочатку уявляючи гурт як дует. Оскільки Рутгер Вербіст на той час не міг грати на бас-гітарі, до гурту був залучений давній друг Вербіста, бас-гітарист Джеффрі Верхюлст. Спочатку вони грали під тимчасовою назвою Sleepless Titan, поки у 2016 році не зупинились на остаточній назві, Gnome, що походить від назви міфічної істоти.

### 2018-2022 роки
8 червня 2018 року гурт випустив альбом Father of Time. З нагоди випуску альбому у мистецькому центрі Kavka в Антверпені відбулася вечірка, де до гурту Gnome приєдналися інші бельгійські рок-гурти, Ten Foot Wizard і Hidden Trails. Альбом мав дуже обмежений вокал і був описаний гуртом як «дуже експериментальний».
Під час пандемії COVID-19 гурт Gnome працював над матеріалом для свого наступного альбому, King, записаного з Френком Ротьє на Rockstar Recordings восени 2020 року.

### 2022 — наш час
24 лютого 2022 року гурт випустив сингл «Ambrosius» із супровідним музичним відео. 21 квітня 2022 року гурт випустив музичне відео на пісню «Wenceslas». У записі брав участь вокаліст Оскар Логі Агустссон (Óskar Logi Ágústsson) з гурту The Vintage Caravan. 
6 травня гурт випустив студійний альбом King. 21 травня гурт випустив відеокліп на пісню "Kraken Wanker.
Альбом King був розроблений на тему війни між вигаданим королем, на ім'я Wenceslas і гномами. Грег Кеннелті (Greg Kennelty) з Metal Injection високо оцінив альбом, описавши його як «ідеальне поєднання прогресивного року, стоунер-року та навіть досить різкого сладжа, загорнутого в один гарний чудернацьки пакунок». 13 грудня 2023 року Пітер Джерман (Peter Jerman) у статті для журналу Tuonela Magazine, «SONG OF THE DAY: Gnome — Wenceslas», високо оцінив трек «Wenceslas», сказавши «я був миттєво захоплений їхньою крутою сумішшю грувних, думних рифів, фанкових танцювальних настроїв і цих трохи тупих текстів».
У квітні 2023 року гурт Gnome відкривав концерт гурту The Datsuns у De Casino в Сінт-Ніклас.
У серпні 2023 року гурт Gnome оголосив про свій тур у США «US Blasphemy Tour» з датами з вересня по жовтень. Тур у США вони почали з виступів на фестивалі Louder than Life Festival у Луїсвіллі 2023 року, а потім поїхали на менші майданчики на захід, поки не завершили свій тур на фестивалі Aftershock Festival у Сакраменто, Каліфорнія, 8 жовтня 2023 року.
Після туру по США гурт повернувся до Європи та виступив на таких фестивалях: Desertfest Antwerp 2023, який проходив 20-22 жовтня 2023 року в Антверпені, Фландрія, Бельгія; Lazy Bones Festival, який проходив 28 жовтня 2023 року в Гамбурзі, Німеччина.

## Учасники гурту
- Рутгер Вербіст (Rutger Verbist) — вокал і соло-гітара
- Егон Лоосвельдт (Egon Loosveldt) — перкусія
- Джеффрі Верхульст (Geoffrey Verhulst) — бас-гітара

## Дискографія
Студійні альбоми
- Father of Time (Polderrecords, 2018)
- King (Polderrecords, 2022)

Сингли
- «Ambrosius» (Polderrecords, 2022)